# Miguel Rodarte
Miguel Antonio Rodarte Espinosa de los Monteros (Culiacán, Sinaloa, 21 de Julho de 1971) é um actor mexicano.
Aos 14 anos o mandaram para estudar arte nos Estados Unidos onde começou a manifestar seus interesses. Ao finalizar seus estudos universitarios em Monterrey, no Estado de Nuevo León, o convidaram paraa participar na seu primeiro papel como ator de cinema, se dando conta então de qual era sua verdadeira vocação.
Na Ciudad de México, Miguel começa estudando o método de Strasberg e posteriormente cursa a carrera de actuação no El Foro Teatro Contemporáneo. Ao terminar sua carreira, re-funda a companhia productora La Alcachofa Films e participa como ator e produtor na realização de vários projetos cinematográficos.
Miguel é reconhecido por sua participação em postas em cenas como Don Juan Tenorio (dirigida por Martín Acosta, e estrelada no Palacio de Bellas Artes, e logo transferida para o  teatro Julio Castillo), para uma comprida temporada.

## Trabalhos na televisão
- 2009 - Sicarios - Genaro Bustamante
- 2009 - Sexo y Otros Secretos - Bóris
- 2008 - Mujeres asesinas - Francisco del Valle
- 2008 - Alma de hierro - Ari
- 2007 - Tiempo final - Afonso
- 2005 - Rebelde - Carlo Colucci
- 2002 - Clase 406 - Leonardo (Leo) Nava
- 2001 - Mujer, casos de la vida real - José Ángel Alvarez

## Filmografia
- Salvando al Soldado Pérez, (2009) - Julian perez
- El cártel, (2009) - Pancho
- Bala mordida, (2009)
- Amar a morir, (2009) - Capitão Fernandez
- Purgatorio, (2008) - Isidro
- Cansada de besar sapos, (2007)
- El Camino del diablo, (2006)
- Want of Opportunity, (2006)
- Los Pajarracos, (2006)
- Yo también te quiero de, (2005)
- La Última noche, (2005)
- Después de la muerte, (2005)
- Así del precipicio, (2005)
- Las Lloronas, (2004)
- Casa de los babys, (2003)
- Le Tigre de Santa Julia, (2002)
- Zurdos, (2002)
- La Historia de I y O, (1999)
- Vivir también mañana, (1999)
- Mareas de sueño, (1997)